# William M. Ramsay
William Mitchell Ramsay (Glasgow, 15 marzo 1851 – 20 aprile 1939) è stato un archeologo scozzese e uno studioso del Nuovo Testamento.
Fu il primo docente di Archeologia Classica presso l'Università di Oxford. Nel 1883, mentre era professore dell'Università di Aberdeen, scoprì il cippo di Abercio.

## Vita
Ramsay è una figura di spicco nella storia della ricerca epigrafica e topografica in Asia Minore. Storico e archeologo, nacque a Glasgow il 15 marzo 1851. Suo padre, un avvocato, proveniva da una lunga stirpe di avvocati. Morì quando William aveva sei anni e la famiglia si trasferì da Glasgow alla loro casa di campagna vicino ad Alloa. Lo zio materno di William, Andrew Mitchell, e il fratello maggiore aiutarono a guidare il ragazzo brillante e naturalmente curioso verso la migliore istruzione. Tale istruzione avrebbe incorporato l'Aberdeen Gymnasium in preparazione per l'Università di Aberdeen, dove Ramsay eccelleva.
Terminato il corso come primo della sua classe, William Ramsay continuò per altri cinque anni di studio e riconoscimenti accademici all'Università di Oxford e allo St. John's College di Oxford in Inghilterra. Ogni momento di lavoro universitario, di impegno in classe e di studio, era pura gioia per William. Ripensando a quel periodo, scrisse: "L'idea ribolliva inconsciamente nella mia mente che l'erudizione fosse la mia vita: non la vita dell'insegnamento, che era ripugnante, ma la vita della scoperta" (Ramsay, WM, The Bearing of Recent Discovery on the Trustworthiness of the New Testament, Hodder and Stoughton, 1915, p. 7). In quegli anni, Ramsey trascorse anche del tempo all'Università di Gottinga, in Germania, studiando sanscrito con il rinomato studioso Theador Benfey, che accese in William l'entusiasmo di imparare, scoprire e applicare la conoscenza all'indagine per percepire meglio la verità. Dopo aver completato il college e aver sposato Agnes Dick, William fu invitato a studiare per una borsa di studio itinerante di tre anni offerta dall'Exeter College di Oxford. Vinse la borsa di studio, battendo il suo collega candidato, Oscar Wilde, che in seguito sarebbe diventato un famoso studioso, poeta, critico e drammaturgo. 
Fu professore nel[1885 di arte classica e archeologia presso l'università di Oxford per poi divenire professore insegnando latino dal 1886 al 1911 presso l'università di Aberdeen. Tra il 1880 e il 1920, viaggiò molto nell'Anatolia interna, in particolar modo ne suo viaggio avvenuto tra il 1880 e i 1885. Fu il primo studioso a intraprendere un lavoro sistematico di indagine epigrafica nell'antica Frigia e Licaonia (terra incognita ai suoi tempi) e registrò molte migliaia di iscrizioni greche e latine dalla Turchia centrale, la maggior parte delle quali sono andate perdute. Pubblicò molto sulla storia, la geografia e l'epigrafia della penisola dell'Asia Minore: i suoi due volumi su The Cities and Bishoprics of Phrygia (1895-1897) rimangono le opere standard sulla topografia della valle del Lico e della Frigia centrale.
Dedicò molto tempo allo studio del cristianesimo in Asia Minore, ritenendo che gli eventi descritti nel Vangelo di Luca e negli Atti degli apostoli infondati, cosa su cui cambiò opinione in seguito in seguito.
Nel 1906, nel quattrocentesimo anniversario della fondazione dell'Università di Aberdeen, William Ramsay fu nominato cavaliere per i suoi successi e il servizio al mondo accademico. Fu anche insignito della medaglia d'oro di Papa Leone XIII (1893) e della medaglia Victoria della Royal Geographical Society (1906).

## Famiglia
Sua moglie, nipote del dottor Andrew Marshall di Kirkintilloch, lo ha accompagnato in molti dei suoi viaggi ed è l'autrice di Vita Quotidiana in Turchia (1897) e The Romance of Elisavet (1899). Egli era un nipote dell'imprenditore William Mitchell (1781-1854). Altri parenti sono Mary Ramsay e Agnis Margaret Ramsay.

## Opere principali
- The historical geography of Asia Minor, Londra, 1890
- The cities and bishoprics of Phrygia, Oxford, 1895-1897
- The thousand and one churches, 1909, in collaborazione con  Gertrude Lowthian Bell
- St Paul the Traveller and the Roman Citizen, 1895
- The letters to the Seven Churches of Asia, 1905
- Historical Conunentary on Galatians, 1899
- Pauline and other studies in early christian history, 1906
- The cities of St Paul, 1907
- Asianic Elements in Greek civilisation, Londra, 1927
- Monumentum Antiochenum,  Lipsia, 1927